# Бій біля Калабрії
Бій біля Калабрії (англ. Battle of Calabria) або Битва біля Пунта Стіло (італ. Battaglia di Punta Stilo) — морський бій Королівських військово-морських флотів Великої Британії та Австралії з Італійським флотом під час битви на Середземному морі. Бій відбувся в 30 милях на південний схід від мису Пунта Стіло, «пальця ноги» Італії (Калабрія), 9 липня 1940 року.
Це був один з небагатьох морських боїв під час Середземноморської кампанії Другої світової війни за участю великої кількості бойових кораблів з обох сторін. Битва розпочалася усвідомлено, але випадково, через те, що обидва командувачі флотами вирішили вступити в бій після того, коли їхнє основне завдання було скасоване, або, у випадку з британцями, було відкладене. Бій став результатом проведення двох операцій по супроводу конвоїв.

## Передумови
На початку липня 1940 року італійцям для підготовки наступу в Лівії треба було доставити в Африку підкріплення у живій силі та військові вантажі. В той же час перед британським флотом стояла задача проводки конвоїв на Мальту.
1 липня 1940 року з Гібралтару вийшла британська ескадра, яка вирушила на схід. Тому 1-ша та 2-га італійські ескадри крейсерів вийшли в море для прикриття конвою, що повертався з Африки. 3 липня британці атакували французький флот в Мерс-ель-Кебірі, потопивши лінкор «Бретань» та пошкодивши ще 2 лінкори і есмінець. Лінкор «Страсбур» та 11 есмінців змогли прорватись в Тулон. Одночасно французька ескадра в Александрії була роззброєна.
Увечері 6 липня італійський конвой з 5 транспортних суден у супроводі есмінців вирушив з Неаполя в Бенгазі. Наступного дня, коли конвой перебував в Іонічному морі, італійцям стало відомо, що група британських крейсерів прибула на Мальту. Командування італійського флоту негайно відправило дивізію крейсерів на прикриття конвою, крім того, 3 дивізії крейсерів мали прикривати конвой зі сторони Мальти. Ще одна ескадра, яка складалась з лінкорів «Джуліо Чезаре» та «Конте ді Кавур» і 2-х дивізій крейсерів, мали здійснювати стратегічне прикриття, оскільки існувала імовірність зустрічі з більшими британськими кораблями. Італійським з'єднанням командував адмірал Ініго Кампйоні.
7 липня з Александрії вирушило британське з'єднання у складі з лінкорів (флагмана «Ворспайт», «Малая», «Ройал Соверін»), авіаносця «Ігл», 5 крейсерів та 16 есмінців. Командував з'єднанням адмірал Ендрю Каннінгем. З'єднання мало зустріти конвой біля Мальти та супроводжувати його в Александрію. Але італійці дізнались про конвой лише 11 липня, коли він підходив до Єгипту.
Увечері 7 липня з'єднання було помічене італійським підводним човном «Бейлул». Здавалось неймовірним, що такі великі сили вирушили на перехоплення італійського конвою.
У свою чергу вранці 8 липня британський підводний човен «Фенікс» помітив італійський флот та атакував його, проте безрезультатно. Але британцям стало відоме місце знаходження італійського флоту. Вони вирішили, що італійці розкрили їх плани і вирішили їм перешкодити.
Насправді кожен флот вирішував свої задачі, і їх зустріч багато у чому стала випадковою.

## Плани сторін
За планом Каннінгема гібралтарська ескадра мала здійснити відволікаючи маневр, атакувавши аеропорт в Кальярі. Він сподівався, що італійці розділять свої сили, і він зможе розбити італійський флот частинами. Проте італійське командування зрозуміло це і тримало свої сили сконцентрованими в центральній частині Середземного моря, щоб прикривати Іонічне узбережжя та нав'язати бій александрійській ескадрі перш, ніж вона з'єднається з гібралтарським з'єднанням. Проти гібралтарської ескадри мали діяти літаки та підводні човни.
На цей час у складі італійського флоту були лише 2 лінкори, тому Кампіоні сподівався, що італійська авіація зможе пошкодити ворожі лінкори перш, ніж ескадри зустрінуться, що частково урівняло би сили.
Увечері 8 липня конвой прибув у Бенгазі. Оскільки основна задача операції була виконана, Кампіоні доповів штабу, що вирушає на схід, назустріч британській ескадрі. Але на той час були розшифровані 2 радіограми британців, з яких стало відомо, що у полудень наступного дня британський флот буде поблизу Калабрії. Каннінгем знав, що його флот сильніший від італійського і сподівався, використавши вдале тактичне розташування, відрізати італійський флот від своїх баз та знищити.
Знаючи це, італійський флот міг би ухилитись від зустрічі, взявши курс на Мессіну. Але італійське командування вирішило прийняти бій. Адміралу Кампіоні було наказано маневрувати таким чином, щоб прийняти бій близько полудня, приблизно за 50 миль на південний схід від Пунта Стіло.
Італійські літаки «Спарвієро», які базувались на островах Егейського моря, атакували британський флот і пошкодили крейсер «Глостер». Крейсер залишився у строю, але активної участі у битві не брав. Італійські льотчики доповіли про пошкодження багатьох кораблів (що не відповідало дійсності), і Кампіоні вирушив назустріч ворогу.
Всю ніч ескадри рухались назустріч одна одній. Британці сподівались заскочити італійців зненацька, але італійці самі мали намір нав'язати бій.

## Хід бою
Вранці 9 липня британські літаки-розвідники помітили італійську ескадру. У свою чергу, італійська авіарозвідка не змогла знайти британські кораблі, і тому італійці почали припускати, що британський флот повернув назад в Александрію.
Але о 13:30 італійський флот був атакований британськими торпедоносцями, проте італійці змогли ухилитись від всіх торпед. Стало зрозуміло, що літаки могли злетіти лише з авіаносця, і отже, британський флот десь поблизу. Кампіоні випустив на розвідку гідролітак, який помітив ескадру на відстані всього 80 миль.
Близько 15:00 правофлангові італійські крейсери помітили ворожі кораблі на відстані 25 000 м і відкрили вогонь. Вони добились влучання в легкий крейсер «Нептун», завдавши йому незначних пошкоджень. Британці відкрили вогонь, коли дистанція скоротилась до 20 000 м.
Тим часом дистанція між лінкорами зменшувалась, і о 15:53, коли дистанція становила 26 000 м, розпочався вогонь з гармат головного калібру. Каннінгем підняв другу хвилю торпедоносців з «Ігла». ЇХ атака була безрезультатною, хоча британські льотчики заявили про одне влучання.
О 16:00 снаряд з «Ворспайта» влучив в італійський флагман «Джуліо Чезаре», внаслідок чого виникла пожежа на нижніх палубах. Через вентиляцію дим потрапив в котельні відділення, і змусив зупинити роботу частини котлів. Швидкість корабля зменшилась з 26 до 19 вузлів.
У важкий крейсер «Больцано» влучили 3 снаряди середнього калібру, які не завдали йому серйозної шкоди.
В той же час спостерігачі з «Джуліо Чезаре» вважали, що їх снаряд влучив у «Ворспайт», кормова башта якого була охоплена полум'ям та припинила вогонь. Але як стало відомо згодом, пожежа виникла внаслідок займання гідролітака «Ворспайта» гарматними газами власних залпів.
Італійські крейсери почали ставити димову завісу навколо «Джуліо Чезаре», поки той боровся з вогнем. Кампіоні наказав відходити, оскільки «Конте ді Кавур» не міг наодинці боротись проти трьох британських лінкорів. Відхід кораблів прикривали есмінці.
Після постановки димових завіс противники втратили контакт один з одним. Каннінгем відмовився продовжувати бій, хоча британці мали перевагу над противником. У своєму рапорті Каннінгем писав, що не хотів проходити через димову завісу італійців, оскільки остерігався атак есмінців та підводних човнів. Також Каннінгем відмовився від нічної торпедної атаки есмінцями. Тому о 16:45 британська ескадра почала відхід до Мальти, де мала зустріти конвой.

## Наслідки
Обидві сторони заявили про свою перемогу, але насправді в битві була зафіксована нічия. Обидва флоти виконали свої початкові задачі: конвої успішно дістались до цілі. Жоден корабель не був потоплений. Пошкодження «Джуліо Чезаре» та «Больцано», як і пошкодження «Ворспайта» і «Нептуна» не були серйозними.
З іншого боку, увечері 8 липня британці вийшли в море, щоб завдати вирішальної поразки італійському флоту. Ситуація були сприятлива для британців, але знищити італійський флот їм не вдалось.
По поверненню в Александрію Каннінгем запросив у Лондона нові підкріплення: четвертий лінкор, декілька важких крейсерів, броньований авіаносець, крейсер ППО та низку менших кораблів. Це було прямим свідченням поваги до італійського флоту.
Проте битва також показала повну безпорадність італійської авіарозвідки та відсутність взаємодії літаків з кораблями. І хоча бій проходив біля італійського узбережжя, жоден італійський винищувач не з'явився, коли британські торпедоносці атакували італійський флот. О 15:45 Кампіоні вимагав послати в атаку бомбардувальники, щоб атакувати британський флот, але вони з'явились над місцем бою, коли вже все закінчилось, і атакували в основному свої кораблі. На щастя, жоден італійський корабель при цьому не постраждав, але також не постраждав і жоден британський корабель.
Італійська авіація атакувала також гібралтарське з'єднання, досягнувши декількох влучань в британські кораблі, але пошкодження були мінімальними. Коли британська ескадра поверталась у Гібралтар, її атакував італійський підводний човен «Марконі», який потопив есмінець «Ескорт».
Увечері 10 липня британські торпедоносці з «Ігла» атакували частину італійських кораблів, які стояли на якорі в бухті Аугуста на Сицилії та торпедували есмінець «Леоне Панкальдо», який, проте, був згодом піднятий та відремонтований.
Після битви союзники стверджували, що досягли певної «моральної переваги» над ВМС Італії, і, навпаки, італійська пропаганда зобразила це зіткнення як перемогу свого власного флоту над противником.

## Карта бою
|  |